# 살비니를 위하여
살비니를 위하여(이탈리아어: Noi con Salvini 노이 콘 살비니[*])는 이탈리아의 우익 정당이다.

## 역대 선거결과

### 이탈리아 총선
| 이탈리아 하원 |                 |        |          |      |               |
| 년도          | 득표수          | 득표율 | 의석 수  | +/–  | 대표          |
| 2018년        | 북부동맹과 연합 | -      | 15 / 630 | 보합 | 마테오 살비니 |

| 이탈리아 상원 |                 |        |         |      |               |
| 년도          | 득표수          | 득표율 | 의석 수 | +/–  | 대표          |
| 2018년        | 북부동맹과 연합 | -      | 7 / 315 | 보합 | 마테오 살비니 |